# 德永正利
德永正利（日语：／ Tokunaga Masatoshi，1913年8月25日—1990年9月23日），日本政治家。1959年至1989年任参议院议员（5期）。1973年至1974年在第2次田中角榮第1次改造内閣任運輸大臣，1980年7月至1983年7月任参议院议长。

## 荣誉

### 日本勋章奖章
- 勋一等旭日桐花大绶章（1989年11月3日公布）

### 外国勋章奖章
- 天主教伊莎贝尔女王大十字勋章（西班牙语：Orden de Isabel la Católica）（西班牙，1980年10月23日批准[1]）：西班牙国王胡安·卡洛斯一世于1980年10月27日至31日对日本进行国事访问[2]。
- 意大利共和国功绩大十字骑士勋章（意大利语：Ordine al merito della Repubblica Italiana）（意大利，1982年3月9日公布[3]）：意大利总统佩尔蒂尼于1982年3月9日至15日对日本进行国事访问[4]。